# José Luis García Sánchez
José Luis García Sánchez (Salamanca, 22 settembre 1941) è un regista e sceneggiatore spagnolo.
Ha vinto l'Orso d'oro al Festival internazionale del cinema di Berlino nel 1978 con Las truchas.

## Filmografia

### Regista

#### Cinema
- Pólipos en las trompas - cortometraggio (1968)
- Labelecialalacio - cortometraggio (1970)
- Loco por Machín - cortometraggio (1971)
- Gente de boina - cortometraggio documentaristico (1971)
- El love feroz o Cuando los hijos juegan al amor (1975)
- Colorín colorado (1976)
- Las truchas (1978)
- Dolores - documentario (1981)
- Cuentos para una escapada (1981)
- La corte de Faraón (1985)
- Hay que deshacer la casa (1986)
- Divine parole (Divinas palabras) (1987)
- Pasodoble (1988)
- El vuelo de la paloma (1989)
- La noche más larga (1991)
- Il tiranno Banderas (El tirano Banderas) (1993)
- El seductor (1995)
- Suspiros de España (y Portugal) (1995)
- Tranvía a la Malvarrosa (1996)
- Siempre hay un camino a la derecha (1997)
- Adiós con el corazón (2000)
- Le avventure e gli amori di Lazaro De Tormes (Lázaro de Tormes) (2000)
- La marcha verde (2002)
- Franky Banderas (2004)
- ¡Hay motivo! (2004)
- María querida (2004)
- Por la gracia de Luis - documentario (2009)
- Don Mendo Rock ¿La venganza? (2010)
- Los muertos no se tocan, nene (2011)
- De tertulia con Valle-Inclán - documentario (2011)

#### Televisione
- La mujer de tu vida – serie TV, 1 episodio (1990)
- La mujer de tu vida 2 – serie TV, 1 episodio (1994)
- Martes de carnaval – miniserie TV (2008)